# Museo Archeologico Collelongo
Das Museo Archeologico Collelongo (MAC) (italienisch für Archäologiemuseum Collelongo) ist ein archäologisches Museum in Collelongo in der italienischen Provinz L’Aquila.

## Geschichte
Das Museum wurde 1985 im Zuge der Grabungskampagnen am nordöstlich von Collelongo gelegenen Fundplatz Amplero eröffnet. Es befindet sich im Palazzo Botticelli, in dem auch die Gemeindebibliothek und das Gemeindetheater von Collelongo untergebracht sind. Der Bau aus dem 17. Jahrhundert wurde 1915 beim Erdbeben von Avezzano schwer in Mitleidenschaft gezogen und danach nur teilweise wieder aufgebaut.

## Ausstellung
Das Museum hat sich zur Aufgabe gesetzt, den Fundplatz Amplero museal aufzuarbeiten und einem breiteren Publikum bekannt zu machen. Auch wenn in der Umgebung von Collelongo Spuren des Neandertalers und aus der Jungsteinzeit gefunden wurden, ist der Ort bei Archäologen insbesondere wegen seiner Funde aus der Eisenzeit im nahegelegenen Amplero-Tal bekannt.
Illustriert werden ausführlich die verschiedenen Grabungskampagnen, mit denen ab 1969 das Oppidum der Marser „La Giostra“, das italo-römische Vicus „San Castro“ und die römische Nekropole „Cantone“ von Archäologen der Universität Pisa freigelegt und erforscht wurden.
In der Dauerausstellung sind zahlreiche Fundstücke der Grabungen ausgestellt, darunter Votivgaben des später in ein Heiligtum umgewandelten Oppidum, Münzen, Keramiken, sonstige Grabbeigaben der Nekropole sowie verschiedene Grabstelen. Als Kopie ist das im Grab Nr. 14 der Nekropole „Cantone“ gefundene Totenbett ausgestellt. Das aus 700 Knochenteilen rekonstruierte Bett befindet sich im Original im Archäologischen Nationalmuseum der Abruzzen in Chieti. In Collelongo ist eine Reproduktion aus Holz ausgestellt.
Als Abguss des in Chieti ausgestellten Originals, ist die im Volksmund als Beine des Teufels (it. Gambe del diavolo) bezeichnete Grabstele zu sehen. Dabei handelt es sich um einen 1957 im Vicus S. Castro gemachten Fund, der in der Art und der Ausführung an den Krieger von Capestrano erinnert.
Neben Fundstücken aus Amplero bereichern Exponate aus anderen Nekropolen der Marsica die Ausstellung. Rekonstruiert wurde beispielsweise ein in Ortucchio gefundenes Grab. Ausgestellt ist des Weiteren ein weiteres Totenbett, das diesmal im Original zu sehen ist und aus Aielli stammt.